# Salto do Itararé
Salto do Itararé este un oraș în Paraná (PR), Brazilia.